# Andreu Vidal Mut
Andreu Vidal Mut, conegut com a Pedregar, (Llucmajor, Mallorca, 1859-1932), fou un glosador mallorquí.
L'estil d'Andreu Vidal era la improvisació, gràcies al qual pogué participar en nombrosos combats de gloses. Només s'ha conservat una petita part de la seva obra gràcies a les transcripcions que en feren alguns dels seus familiars. Les seves gloses eren de temàtica diversa, carregades d'humor i sàtira. També és autor de dècimes desbaratades i de diverses cançons escrites en castellà.